# ضرعاء بلقاء
ضرعاء بلقاء (الاسم العلمي:Mammillaria melaleuca) هو نوع من النباتات يتبع جنس الضرعاء من الفصيلة الصبارية.